# ドニ・ヴァクフ
ドニ・ヴァクフ（ボスニア語: Donji Vakuf,クロアチア語: Donji Vakuf,セルビア語: Доњи Вакуф）はボスニア・ヘルツェゴビナの都市および基礎自治体で、ボスニア・ヘルツェゴビナを構成する二つの構成体のうちボスニア・ヘルツェゴビナ連邦の中央ボスニア県に属する。

## 地勢
ドニ・ヴァクフはヴルバス川沿いの狭い渓谷に位置し、西側にはコマル山(1,510m)がそびえている。ドニ・ヴァクフは北側をヤイツェ、トラヴニク、南東と南西側をノヴィ・トラヴニク、ブゴイノ、西側をシポヴォ、クプレスなどの自治体と接している。また西側はスルプスカ共和国とも境を接しており、1995年以降もともとドニ・ヴァクフ内にあった地区であるルシャはスルプスカ共和国のシポヴォに含まれている。

## 歴史
ドニ・ヴァクフの起源ははっきりとはしていないが、中世この地域一帯はウスコプリェ教区に含まれていた。1530年代ベネディク・クプレシュチの旅行記ではこの地の集落は「新しい低地」を意味するドニ・ノヴィ(Donji Novi)と呼ばれていた。歴史家であるナシュフ・ファズラギチャ(Nasuf Fazlagića)の新しい説によれば現在のドニ・ヴァクフはオスマン帝国支配下のボスニアのサンジャクであったクリスサンジャクのベグであるマルコチェヴィチ(Malkočević)の息子であったイブラヒム・ベイ・マルコチェヴィチ(Ibrahim Bey Malkočević)によって成立されたとされる。イブラヒム・ベイは1574年にモスク(Čaršijska-bas džamija)を建てたとオスマンの旅行家であるエヴリヤ・チェレビの旅行記などいくつかの典拠では言及されている。その当時のドニ・ヴァクフはノヴォセル(Novosel)と呼ばれていた。ヒジュラ暦990年1月(Muharem)20日（1590年9月19日）にスルタンからの布告文によって、ノヴォセルの人口や地政学的な重要性を知らせており、非課税地としている。それ以来、ノヴォセルは都市(Kasaba)としての地位を得ている。オスマンはノヴォセルをドニ・ヴァクフ・ファクヴィ＝アリヴェ（Donji Vakuf Fakvi-alive）と呼んでいたが、後に現在でも使われているドニ・ヴァクフと呼ぶようになった。当時のドニ・ヴァクフには161の住居と33人のメデレダ(medereda,結婚していない若い男子)が居た。手工業や商業地として発展し、オスマンの役人などもおり駐屯地にもなっていた。オスマン支配の後、オーストリア＝ハンガリー帝国の支配下に入るが、新たに2,000人が住む町が作られている。

## 地区
Babin Potok, Babino Selo, Barice, Blagaj, Brda, Brdo, Brezičani, Ćehajići, Ćemalovići, Daljan, Dobro Brdo, Doganovci, Dolovi, Donji Rasavci, Donji Vakuf, Đulovići, Fakići, Fonjge, Galešići, Grabantići, Gredina, Grič, Guvna, Hemići, Jablan, Jemanlići, Karići, Keže, Komar, Korenići, Košćani, Kovačevići, Krivače, Kutanja, Makitani, Novo Selo, Oborci, Orahovljani, Petkovići, Piljužići, Pobrđani, Ponjavići, Potkraj, Pribraća, Prisika, Prusac, Rasavci, Rastičevo, Rudina, Ruska Pilana, Sandžak, Semin, Silajdževina, Slatina, Sokolina, Staro Selo, Suhodol, Sultanovići, Šahmani, Šatare, Šeherdžik, Šutkovići, Torlakovac, Urija, Vlađevići, Vrbas und Vrljaj

## 人口動態
| 民族構成 |            |        |                |        |              |       |                  |       |        |       |        |  |  |
| 年       | セルビア人 | %      | ボシュニャク人 | %      | クロアチア人 | %     | ユーゴスラビア人 | %     | その他 | %     | 合計   |  |  |
| 1961     | 7,870      | 49.08% | 6,289          | 39.22% | 976          | 6.09% | 850              | 5.30% | 51     | 0.32% | 16,036 |  |  |
| 1971     | 8,767      | 42,99% | 10,528         | 51,62% | 924          | 4,53% | 90               | 0,44% | 84     | 0,42% | 20,393 |  |  |
| 1981     | 8,574      | 37.93% | 11,600         | 51.31% | 635          | 2.81% | 1,592            | 7.04% | 266    | 1.18% | 22,606 |  |  |
| 1991     | 9,375      | 38.69% | 13,393         | 55.23% | 686          | 2.83% | 622              | 2.57% | 156    | 0.64% | 24,232 |  |  |
|          |            |        |                |        |              |       |                  |       |        |       |        |  |  |